# Walery Eljasz-Radzikowski

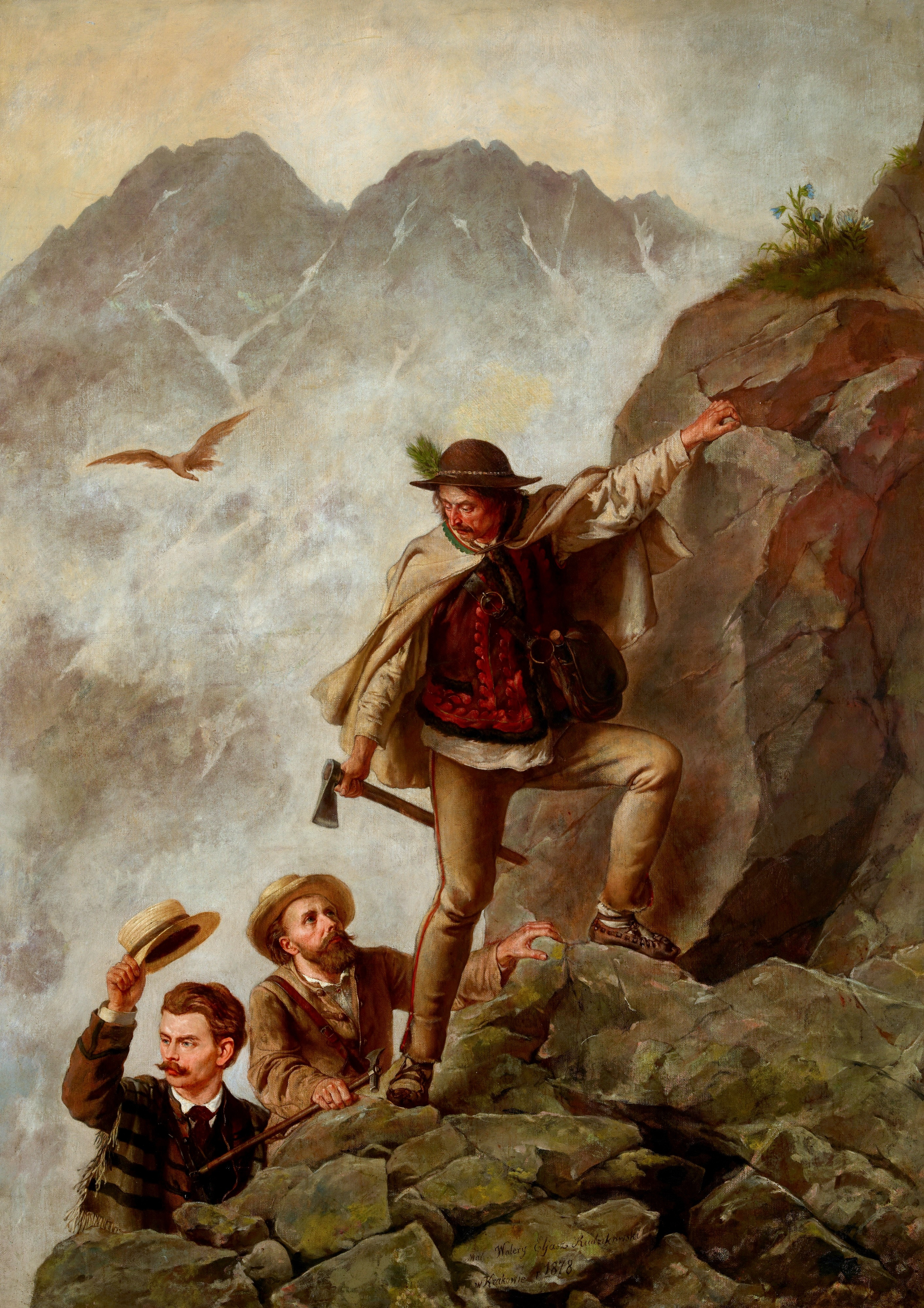
Goralen-Fremdenführer und Tatra-Bergsteiger

Walery Eljasz-Radzikowski (* 12. September 1841 in Krakau; † 22. März 1905 ebenda) war ein polnischer Landschafts- und Historienmaler sowie Grafiker, Zeichner und Fachschriftsteller.
Eljasz-Radzikowski studierte von 1853 bis 1862 an der Akademie der Bildenden Künste Krakau bei Władysław Łuszczkiewicz, dann ab dem 31. Dezember 1862 an der Königlichen Akademie der Bildenden Künste München bei Hermann Anschütz und Moritz von Schwind sowie von 1862 bis 1865 an der Zeichenschule von Adam.
Nach dem Studium unternahm er Reisen durch Deutschland, Belgien, Frankreich, die Schweiz und Italien. Danach ließ sich Eljasz Radzikowski in Krakau nieder, wo er von 1872 bis 1901 als Zeichenlehrer am St. Annengymnasium und am Mädchenseminar sowie als Professor für Malerei an der Kunstakademie wirkte.
Noch als Student besuchte er erstmals 1861 das Tatra-Gebirge. In Krakau wurde er als Kenner und Liebhaber der Landschaft und Natur des Tatra-Gebirges sowie der Folklore der ethnischen Gruppe der Tatra-Goralen (Hochländer) bekannt. Er besuchte oft Zakopane – das  Goralen-Dorf, das zur Tourismus-Zentrum heranwuchs. Er war Mitbegründer (1873) und Mitglied des Präsidiums des Towarzystwo Tatrzańskie (Tatragesellschaft). In der Tatra wurden zwei Gipfel nach ihm benannt.
Er veröffentlichte zahlreiche Artikel über Tatra und förderte den Tatra-Alpinismus. 1892 arbeitete er beim „Kurier Zakopiański“ mit, 1899/1900 war er der erste Redakteur der Wochenschrift. „Przegląd Zakopiański“.
Er beschäftigte sich auch ab 1858 mit der Geschichte der Kostüme des polnischen Adels sowie mit den Uniformen der Teilnehmer des Novemberaufstands 1830/1831.
Als Maler schuf er meist Historien- und Landschaftsbilder.